# Narodnjaci (pokret istarskih Hrvata)
Narodnjaci su bili istaknuti pojedinci – često bogatiji i svjesniji seljaci, ali i intelektualci i svećenici – koji su od 19. do pol. 20. st. među istarskim Hrvatima djelovali na podizanju i čuvanju nacionalne svijesti te se zalagali za njihova politička, gospodarska i kulturna prava. Postojanje istaknutih seoskih prvaka vjerojatno valja povezati s istarskim srednjovjekovnim i novovjekovnim institutom vjerodostojnih ljudi, koji su pozivani kao svjedoci u sporovima i kao savjetnici pri donošenju odluka. U Istarskom razvodu zovu se »dobri ljudi verovani«. Bili su birani za župane i poglavare bratovština, a njihov autoritet nije ovisio samo o službi nego i o ugledu njih samih i njihove obitelji. U okviru običajnoga prava institut »dobrih ljudi« održao se do francuske uprave, koja se oslonila na svoje činovnike i nije se savjetovala s poznavateljima običajnoga prava, međa i obveza prema feudalcu, vlasti ili Crkvi. Narodnjaštvo se kao politički pokret u prvom redu povezuje s hrvatskim narodnim preporodom, kada u drugoj polovici 19. st. narodni prvaci pokreću borbu za hrvatsko-talijansku ravnopravnost u školstvu, sudstvu i upravi, te protiv nastojanja talijanskoga liberalnog građanstva za talijanizacijom Hrvata. Biskup Juraj Dobrila, njegovi suradnici seoski svećenici upravo su među narodnjacima u istarskim selima imali najveću pomoć i podršku.
Narodnjačka je generacija prva od dvije generacije nositelja hrvatskoga nacionalnointegracijskog programa na istarskom poluotoku. Razlikuje se pd druge po političkom programu i dobi. Prvu, narodnjačku, predvodili su Juraj Dobrila, Dinko Vitezić i Mate Baštijan. Promicala je duh jugoslavenske ideologije đakovačkoga biskupa Josipa Jurja Strossmayera. Njezin glavni cilj bio je ujedinjenje svih Južnih Slavena. Poslije njih pojavljuje se druga ili pravaška generacija preporoditelja predvođena tzv. istarskim trolistom Matkom Laginjom, Vjekoslavom Spinčićem i Matkom Mandićem.
Naša sloga je preko pismenih seljaka narodnjaka svoje ideje širila među nepismenim pukom. Narodnjaci su se istaknuli, djelujući u Družbi sv. Ćirila i Metoda, u nastojanjima za otvaranjem hrvatskih čitaonica i škola, u organiziranju tabora i otvaranju posujilnica u seoskim općinama. U nedostatku hrvatskoga građanstva, bili su stvarna politička podrška hrvatskim zastupnicima u Istarskom saboru.
U razdoblju talijanske vlasti između dvaju svjetskih ratova narodnjaci su podnijeli najveći teret otpora. Sa svećenicima su širili knjige Družbe sv. Mohora za Istru. Mnogi su bili zatvarani, mučeni, napajani ricinusovim uljem i odvođeni u konfinaciju. Tijekom drugoga svjetskog rata NOP je nastojao okupiti narodnjake, ali su mnogi zbog neslaganja s komunističkim idejama i zbog povezanosti sa svećenstvom bili sumnjičeni i zlostavljani. Mnogi su izgubili život (Pavao Krajša iz Kringe, Mate Peteh iz Žminja, Antun Milovan iz Režanaca i dr.) ili bili zatvarani (Ljudmila Vodinelić).